# O 19-klasse

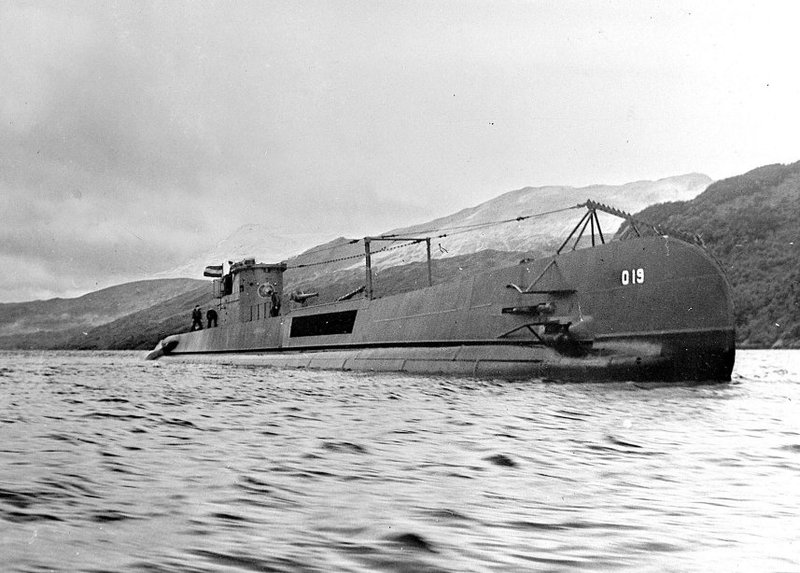
Hr. Ms. O 19 in Holy Loch

De O 19-klasse is een Nederlandse klasse die twee mijnenleggende onderzeeboten omvatte. De klasse is ontworpen door G. van Rooy en vertoont gelijkenis met het ontwerp van de Poolse Orzełklasse die ook in Nederland ontworpen en gebouwd is. Beide onderzeeboten van de O 19-klasse zijn gebouwd door de Rotterdamse scheepswerf Wilton-Fijenoord en zijn aan het eind van de jaren dertig in dienst genomen bij de Koninklijke marine. Tijdens de Tweede Wereldoorlog zijn beide schepen van deze klasse verloren gegaan.

## Onderzeeboten
- Hr. Ms. O 19
- Hr. Ms. O 20